# Presó Vella de Castelló d'Empúries
Presó Vella de Castelló d'Empúries és un edifici del municipi de Castelló d'Empúries (Alt Empordà) inclòs en l'Inventari del Patrimoni Arquitectònic de Catalunya. Actualment allotja el Museu d'Història Medieval.

## Descripció
Situat dins de l'antic nucli emmurallat de Castelló d'Empúries, al barri del Mercadal, en el que es coneixia com la Plaça del Gra (actual Plaça de Jaume I), formant cantonada amb el carrer de la Presó.

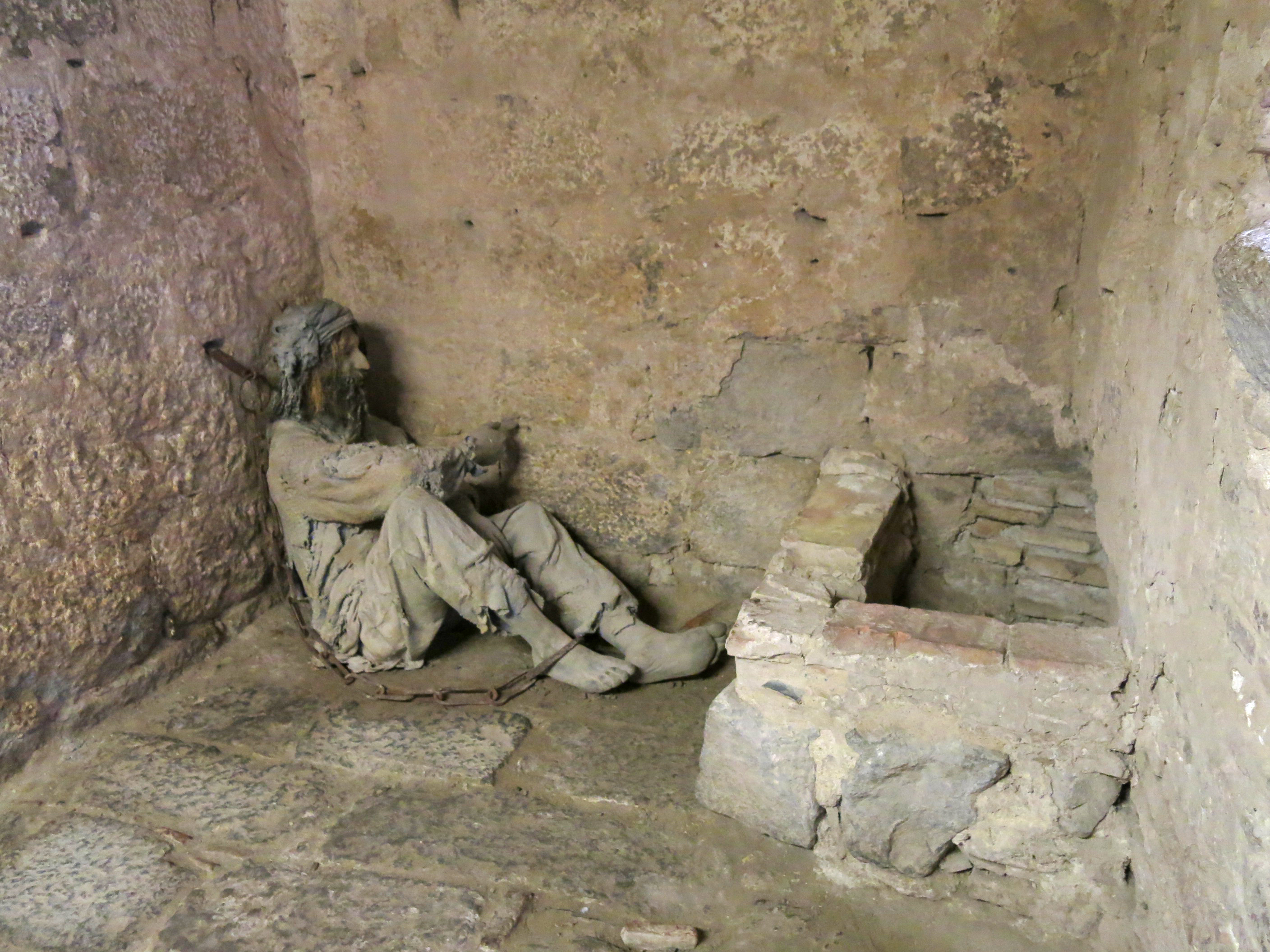
Museïtzació d'una de les cel·les

Edifici format per tres crugies, amb teulada a dues vessants de teula i carener paral·lel a la façana de la plaça. Consta de planta baixa i un pis, amb un recreixement superior fruit de l'última rehabilitació. La crugia que alberga l'antiga cúria ha estat molt transformada internament, adaptant-la al seu nou ús. Es conserven, però algunes mènsules de tall. Adossat a la part posterior hi ha el cos de la presó. A la planta baixa hi ha arcs de mig punt, bastits amb pedra, i altres de rebaixats, que combinen la pedra amb el maó. És on es localitzen les cel·les dels presos, distribuïdes al voltant d'un pati interior. La primera planta, a la que s'accedia per unes escales de pedra, està destinada actualment al museu de la presó. Exteriorment, l'edifici està bastit amb un aparell de carreus ben escairats lligats amb morter. La façana de la plaça presenta un gran portal d'arc de mig punt adovellat i, al seu costat, una finestra gòtica trilobulada, amb les columnetes i els capitells restituïts. Al primer pis hi ha una altra finestra rectangular trilobulada, totalment restituïda, que no perd consonància amb l'anterior. La façana de la presó també té un portal d'arc de mig punt adovellat, amb els brancals de carreus escairats. Al primer pis hi ha tres petites finestres d'obertura quadrada, amb els brancals i les llindes de pedra, i dues d'elles amb reixa de ferro forjat.

## Història
Edifici gòtic construït vers 1336 que integrava dues funcions pròpies de la vila medieval: la Cúria, seu del tribunal de justícia, i la Presó on ingressaven els condemnats. A la cúria, a migdia, hi destaca la façana que dona a la plaça de Jaume I (antiga plaça del Gra), amb finestrals gòtics que han estat restaurats. La presó, al nord, té portal adovellat i dues finestres reixades a la façana. A l'interior, petites cel·les es distribueixen a l'entorn del pati. S'hi han conservat curiosos grafits fets pels presos en diferent èpoques.
L'any 2001 fou rehabilitada i restaurada per albergar l'Arxiu Històric i l'Oficina de Turisme. Al mateix temps es va museïtzar l'interior de la presó.